# Tswagare
Tswagare (Lokalana, Lothoje) – wieś w Botswanie w dystrykcie Southern. Według spisu ludności z 2011 roku wieś liczyła 197 mieszkańców.